# Diocesi di Lidda
La diocesi di Lidda (in latino: Dioecesis Lyddensis) è una sede titolare della Chiesa cattolica.

## Territorio
L'antica città di Lidda si trova nella provincia romana di Palestina Prima nel Patriarcato di Gerusalemme; a circa 4 km a nord di Ramla.

## Storia
Lidda è l'antica Lod, fondata secondo la Bibbia da Semed della tribù di Beniamino. Alcuni dei suoi abitanti furono portati in cattività a Babilonia e parte di essi tornò in seguito.
Attorno alla metà del II secolo a.C. i re di Siria diedero la città ai Maccabei che la tennero fino all'arrivo di Pompeo in Giudea. Giulio Cesare nel 48 a.C. diede Lidda agli ebrei, ma Cassio nel 44 a.C. vendette gli abitanti, che due anni dopo furono rimessi in libertà da Marco Antonio.
La città ha inoltre attraversato guerre civili e la rivolta degli ebrei contro i Romani nel primo secolo; fu poi ufficialmente chiamata Diospolis, ma il nome popolare rimase sempre Lod o Lidda.
A Lidda ci sono stati cristiani sin dal principio; san Pietro, venuto a predicarvi la fede cristiana, qui curò il paralitico Enea.
Fu eretta a sede vescovile all'epoca di Costantino Magno, suffraganea dell'arcidiocesi di Cesarea di Palestina nel patriarcato di Gerusalemme; il primo vescovo noto è Ezio, un amico di Ario. Nel dicembre 415 a Lidda si tenne un concilio che assolse l'eretico Pelagio condannando nello stesso tempo i suoi errori.
In epoca bizantina Lidda fu chiamata Georgiopolis per la memoria di san Giorgio martire, che si ritiene sia nato in questa città e che qui ha la sua tomba, sulla quale sorgeva la rinomata basilica di San Giorgio. Il pellegrino Theodosius, attorno al 530, fu il primo a menzionare la tomba del martire.
In seguito all'invasione persiana e poi araba la città decadde e la diocesi scomparve.
Nel 1099, dopo la conquista da parte dei Crociati, le città di Lidda e Ramla con i loro territori vennero poste sotto la supervisione di Roberto, un normanno originario della diocesi di Rouen che i crociati insediarono come vescovo. Il vescovo risiedeva a Lidda esercitando sia la potestà civile che religiosa; questa divenne così una signoria ecclesiastica che, come le signorie secolari, aveva il diritto di esercitare court et coins et justise ed il dovere di fornire all'esercito reale un contingente di cavalieri.
Nel 1110 la giurisdizione civile su Ramla fu tolta all'autorità ecclesiastica ed affidata a Baldovino, primo Signore di Ramla.
La chiesa di San Giorgio era stata incendiata dai musulmani nel 1099, all'arrivo dei crociati che, attorno alla metà del XII secolo, ne costruirono una più grande a nord-est della prima, come cattedrale latina; ma anche questa fu distrutta dai musulmani nel 1191, per reazione ai successi di Riccardo Cuor di Leone. Poiché San Giorgio è il santo patrono d'Inghilterra, Lidda era un luogo di grande significato per i crociati inglesi.
Con la caduta dei regni crociati, Lidda divenne una sede titolare o, come si diceva allora, una sede in partibus infidelium. Nel XV secolo furono istituite due sedi in partibus riferenti alla stessa diocesi: la sede Lyddensis e la sede Diospolitana in Palaestina. Nel XVI secolo ci fu un proliferare di titoli Lyddensis: si contano almeno undici vescovi con questo titolo.
Lidda è annoverata tra le sedi vescovili titolari della Chiesa cattolica; dal 31 marzo 2010 il vescovo titolare è William Hanna Shomali, vescovo ausiliare di Gerusalemme dei Latini.

## Cronotassi

### Vescovi greci
- Zenas †
- Ezio † (prima del 325 - prima del 335 deceduto)
- Dionisio † (prima del 381 - prima del 415 deceduto)
- Fotino † (prima del 449 - dopo il 451)
- Apollonio † (prima del 518 - dopo il 544/545[10])
- Eustazio †

### Vescovi latini
- Roberto da Rouen † (1099 - circa 1102)
- Ruggero † (prima del 1110[11] - dopo il 1147)[12]
- Costantino † (prima del 1154 - dopo il 1160)[11]
- Raniero † (prima del 1164 - 1169 deceduto)[11]
- Bernard † (1169 - dopo il 1174)[11]
- Pelagio † (? - 27 maggio 1227 nominato vescovo di Salamanca)
- Radulfo I † (menzionato nel 1232)
- Radulfo II † (prima del 1238 - dopo il 1244)
- Arnaldo † (prima del 1250 - dopo il 1253)
- Guglielmo † (? - 8 maggio 1263 nominato vescovo di Agen)
- Giovanni † (prima del 1267 - dopo il 1271)
- Goffredo † (menzionato nel 1286)[12]

### Vescovi titolariDiospolitani
- Giovanni di Lavissa, O.F.M. † (20 agosto 1451 - ?)
- Guillaume de la Tour † (22 aprile 1457 - ?)
- Robert Clément, O.E.S.A. † (15 maggio 1469 - ?)

### Vescovi titolariLyddensis
- Konrad Frank, O.Carm. † (21 marzo 1411 - ? deceduto)
- Gosvino † (26 luglio 1430 - ? deceduto)
- Fernando de Mella, O.P. † (23 ottobre 1439 - ?)
- Giovanni, O.F.M. † (22 maggio 1441 - ?)
- Lupo, O.P. † (29 gennaio 1452 - ?)
- Benedikt Sibenhirter, O.S.B. † (20 novembre 1452 - 10 maggio 1458 deceduto)[13]
- Domenico di Imola † (1478 - ?)
- Agostino, O.Cist. † (12 maggio 1488 - ?)
- Alessandro, O.S.B. † (14 febbraio 1502 - ?)
- Nicola da Bracciano, O.E.S.A. † (29 aprile 1504 - ?)
- Hermann Nigenbroch, O.P. † (7 novembre 1509 - ?)
- Pietro Antonio † (18 luglio 1511 - ?)
- Heinrich von Hattingen, O.Carm. † (15 dicembre 1515 - 1519 deceduto)
- John Brainfort, O.S.B. † (26 febbraio 1517 - ?)
- Thomas Bele † (7 giugno 1521 - ?)
- Pompeo Musacchi † (11 maggio 1524 - 1535 dimesso)[14]
- John Holt † (1530 - 12 agosto 1540 deceduto)
- Giovanni Leonardo di Gundelsheim † (1558 - ?)
- Marcus Tegginger † (10 dicembre 1568 - 1591)
- Georg Schulz (Scultetus) † (3 marzo 1603 - 17 settembre 1613 deceduto)[15]
- Franz Weinhart † (26 febbraio 1663 - 22 giugno 1686 deceduto)[16]
- Giovanni Battista Bruni (Filippo di Santa Caterina) † (5 agosto 1765 - 21 settembre 1771 deceduto)
- Jean-Baptiste-Joseph Gobel † (27 gennaio 1772 - 13 aprile 1791 sollevato)
- Anselmo Basilici † (19 dicembre 1814 - 25 maggio 1818 nominato vescovo di Nepi e Sutri)
- Francesco Pichi † (25 maggio 1818 - 21 maggio 1827 nominato vescovo di Tivoli)
- Robert Gradwell † (17 giugno 1828 - 15 marzo 1833 deceduto)
- Henri Monnier † (23 febbraio 1872 - 28 novembre 1916 deceduto)
- Bernard Nicholas Ward † (22 marzo 1917 - 20 luglio 1917 nominato vescovo di Brentwood)
- Patrice Alexandre Chiasson, C.I.M. † (27 luglio 1917 - 9 settembre 1920 nominato vescovo di Chatham)
- Michele Cerrati † (15 settembre 1920 - 21 febbraio 1925 deceduto)
- John James Joseph Monaghan † (10 luglio 1925 - 7 gennaio 1935 deceduto)
- William Richard Griffin † (9 marzo 1935 - 18 marzo 1944 deceduto)
- Girolamo Bartolomeo Bortignon, O.F.M.Cap. † (4 aprile 1944 - 9 settembre 1945 nominato vescovo di Belluno e Feltre)
- Lawrence Joseph Shehan † (17 novembre 1945 - 25 agosto 1953 nominato vescovo di Bridgeport)
- Frédéric Duc † (11 gennaio 1954 - 10 dicembre 1970 dimesso)
- Marcelino Sérgio Bicego, O.F.M.Cap. † (6 agosto 1971 - 26 maggio 1978 dimesso)
- Jean-Baptiste Gourion, O.S.B. † (14 agosto 2003 - 23 giugno 2005 deceduto)
- William Hanna Shomali, dal 31 marzo 2010